# VPBR-31 Split
VPBR-32 Split je bila prva fregata Jugoslovanske vojne mornarice. Za njo je sledila še ladja VPBR-32 Koper. 
VPBR je srbohrvaški akronim Veliki Patruljni Brod (velika patruljna ladja). Gre za sovjetsko vojaško ladjo, ki je imela v Sovjetski zvezi oznako Projekt 1159 Delfin, pri Natu pa oznako razred Koni. Kupljena je bila leta 1979.

## Zgodovina
V 90-ih letih so jo preimenovali v VPBR-Beograd.
Ob razpadu Jugoslavije je v vojnem konfliktu sodelovala pri napadu na Split, oz. na mesto, po katerem je bila poimenovana.